# Chrysonema holsaticum
Chrysonema holsaticum (syn. Dorylaimus holsaticus) is een rondwormensoort. De wetenschappelijke naam van de soort is voor het eerst geldig gepubliceerd in 1925 door W. Schneider.